# Сёмин, Василий Дмитриевич
Василий Дмитриевич Сёмин (1903, Булатниково, Владимирская губерния — неизвестно, Москва) — советский государственный и политический деятель, председатель Псковского областного исполнительного комитета.

## Биография
Родился в 1903 году в селе Булатникове Муромского уезла Владимирской губернии. Член ВКП(б), выпускник Коммунистическо-просветительского института имени Н. К. Крупской.
С 1915 года работал на общественной и политической работе. В 1915—1950годах — рассыльный волисполкома, секретарь волостного отдела народного образования, затем инструктор по внешкольному образованию, заведующий районной библиотечной базой, в органах политического просвещения Ленинграда (сейчас - Санкт-Петербург), инструктор, заместитель заведующего Отделом, заведующий Отделом культурно-просветительской работы Ленинградского областного комитета ВКП(б), заместитель председателя Исполнительного комитета Ленинградского областного Совета, председатель Исполнительного комитета Псковского областного Совета, в распоряжении Совета Министров РСФСР.
Избирался депутатом Верховного Совета СССР 2-го созыва.
Умер в Москве.